# Chapelco
Chapelco é uma montanha pertencente à Cordilheira dos Andes, localizada próxima à localidade de San Martín de los Andes, província de Neuquén, Argentina.
No Cerro Chapelco funciona uma das mais importantes estações de esqui da América do Sul.